# Північний штат
Північна провінція (араб. الشمالية, Еш-Шамалія — один з 18 штатів (вілаятів) Судану.
- Територія 348765 км².
- Населення 699065 чоловік (на 2008).

Адміністративний центр — місто Донгола.
Північний штат межує з Єгиптом на півночі і з Лівією на північному заході.
Одночасно найбільши за площею, але найменший по населенню штат.

## Історія
Місто Ваді-Хальфа було штабом британців в кінці XIX століття в Судані, розташоване на півночі регіону.

## Адміністративний поділ

Адміністративний поділ штату

Провінція ділиться на 4 округи (дистрикти):
1. Ваді-Хальфа (Wadi Halfa)
2. Донгола (Dongola)
3. Мераві (Merawi)
4. Ед-Дебба (Addabah)